# Kieselbach Tamás
Kieselbach Tamás (Budapest, 1964. április 25. –) magyar műkereskedő, művészettörténész és műgyűjtő, a Kieselbach Galéria és Aukciósház tulajdonosa és vezetője. Műkereskedelmi tevékenysége mellett rendszeresen publikál; galériája múzeumi rangú kiállításokat rendez és hiánypótló könyveket ad ki.

## A kezdetek
Tizennégy évesen vásárolt először műtárgyat, két évvel később pedig eldöntötte, hogy műkereskedő lesz. A régi használati tárgyak iránti érdeklődése vezette a festményekig. Az elkövetkező években szisztematikusan bejárta Magyarország és a világ múzeumait, megalapozta azóta is bővülő művészeti könyvtárát. Gyűjtőklubokba járt, rendszeresen részt vett a kor egyetlen, állami tulajdonú aukciós cége, a Bizomány Áruház Vállalat árverésein. Megismerkedett az idősebb gyűjtőgeneráció tagjaival, így fokozatosan feltérképezte a hazai magánkollekciókat is. A gimnáziumi évek alatt, 1981-ben megnyerte a Magyar Nemzeti Galéria által rendezett háromfordulós, országos művészettörténeti versenyt, s ez a siker is megerősítette abban, hogy korán kibontakozó szenvedélyét egész életét kitöltő hivatásként folytassa.
A Petőfi Gimnáziumban letett érettségi után két évig a Szépművészeti Múzeum és a Magyar Nemzeti Galéria bírálati osztályán dolgozott, majd 1984-ben felvették az Eötvös Loránd Tudományegyetem Bölcsészettudományi Karának magyar-művészettörténet szakára. 1989-ben művészettörténész, majd egy évre rá design manager diplomát szerzett. Az egyetemi évek alatt már műkereskedőként dolgozott, a megkeresett pénz jelentős részét utazásra és saját műgyűjteményének fejlesztésére fordította. Napi rendszerességgel látogatta a pesti régiségboltokat és galériákat, szombatonként a legendás Ecseri piacon, havonta egyszer pedig a pécsi vásáron vadászott az értékekre. Páratlanul intenzív munkával, alig néhány év alatt létrehozta azóta is folyamatosan bővülő magángyűjteményét, amelyet két kötetben, 1996-ban és 1999-ben a nagyközönségnek is bemutatott. Példája nyomán azóta több tucat hasonló gyűjteményi monográfia jelent meg Magyarországon.

## Galériától az aukciósházig
Bár a nyolcvanas évek közepétől rendszeresen kereskedett, a kilencvenes évek elején pedig már a hazai műkereskedelem jól ismert alakja volt, sokáig nem határozta el magát arra, hogy saját galériát nyisson. Kezdetben ugyanis legfőbb szenvedélye a nemzetközi régi mesterekhez fűzte és sokáig arra készült, hogy idővel külföldön, a világ valamelyik jelentős műkereskedelmi központjában telepedik le. Végül a maradás mellett döntött és ezzel együtt az a cél is megfogalmazódott benne, hogy képzőművészetünket megpróbálja külföldön is sikerre vinni. Ő mondta ki elsőként, hogy a magyar festészet sok szempontból világszínvonalú, s ez a szándékosan provokatív megállapítása azóta széles körben visszhangra talált.
1993-ban négy alkalommal Kováts Lajossal közösen rendezte meg a Blitz Galéria árveréseit, majd 1995-ben megnyitotta első saját galériáját a Falk Miksa utcában. Bő egy esztendővel később, 1996 decemberében költözött mai helyére, a Falk Miksa utca és a Szent István körút sarkán elhelyezkedő reprezentatív üzlethelyiségbe, az egykori Luxor Kávéház legendás termeibe. 1997 szeptemberében rendezte meg első aukcióját, s rövid időn belül a magyar műkereskedelem vezető szereplőjévé vált.

## A műkereskedő
A Kieselbach Galéria árverései és galériás forgalma elsősorban a 20. századi modern magyar festményekre koncentrálódik, de az állandóan változó kínálatban antik, 19. századi, valamint kortárs festmények és szobrok is megtalálhatók. 2018 tavaszáig a galéria összesen 58 festmény-aukciót rendezett, évente három alkalommal, tavasszal, ősszel és télen több száz festményt és grafikát kínálva az érdeklődőknek. A 2007-ben és 2008-ban megvalósult három fotóárverés jelzi, hogy Kieselbach Tamás a vizuális művészetek minden területe felé nyitott. 1999 novemberében Magyarországon először internetes festményaukciót rendezett, 2010-ben megalapította az Első Magyar Festményszakértői Irodát, 2011 végén pedig a vezető budapesti árverőházak körében sikerült meghonosítania a becsértékes aukciós rendszert. 2004-ben elsőként hirdette meg galériája honlapján a festmények ingyenes értékbecslését, amelynek következtében az elmúlt közel másfél évtizedben rengeteg jelentős műalkotás került elő a feledés homályából.
Számos festő egyéni aukciós rekordja mellett 2012 decemberéig nevéhez fűződött a legdrágábban eladott magyar festmény értékesítése is. Csontváry Kosztka Tivadar A szerelmesek találkozása című képe 230 milliós leütési áron kelt el a 2006. december 15-i árverésen, amely mérföldkőnek számít a hazai műkereskedelem történetében.
Számos jelentős műalkotás került a közvetítésével a világ kiemelkedő múzeumaiba. Rippl-Rónai József Sárga zongoraszoba című festményét a Kieselbach Galéria 2003 tavaszi aukcióján, akkor rekordnak számító 58 millió forintos áron vásárolta meg a világhírű amerikai gyűjtő, Audrey Jones Beck. A kép hamarosan a houstoni Museum of Fine Arts állandó kiállítására került Derain, Dufy és Marquet alkotásai közé. Rippl-Rónai másik jól ismert festménye, a Karcsú nő vázával című korai kompozíció szintén Kieselbach Tamás közvetítésével került 2012-ben a chicagói Art Institute kollekciójába és állandó kiállítására.

## A gyűjtő
Kieselbach Tamás a gyűjtőknek abba a táborába tartozik, akik számára a képek megszerzése és csoportosítása elsősorban véleménymondás. A kezdetektől a magyar festészet történetét akarta újraírni a kollekcióban testet öltő független értékítélettel, a válogatás és a belső hangsúlyok segítségével. A bélyeggyűjtőkre jellemző, a rések szisztematikus kitöltését megcélzó mentalitás helyett ő inkább a „térdremegtető” nagyvadakra, a korszakokat, művészi pályákat magukba sűrítő, megrendítő erejű ikonokra koncentrál, hiszen úgy tartja, hogy a művészi teljesítményeket is a legnagyobb dobások jellemzik igazán. Határozott véleménye szerint egy jó gyűjtemény erejét a nagy életművekből megszerzett kiemelkedő darabok adják. Saját kollekciója e gyűjtői attitűd mintapéldája: a modern magyar festészet legnagyobbjait egyaránt múzeumi rangú alkotások reprezentálják, olyan sűrűségben, amelyre nem találunk példát korszakunkban. Csontváry, Ferenczy, Mednyánszky, Fényes, Vaszary, Rippl-Rónai, Galimberti, Berény, Aba-Novák – a terjedelmi korlátok miatt még felsorolni is lehetetlen azokat a művészeket, akik korszakos főművekkel vannak jelen Kieselbach válogatásában.
Kollekcióját – melyet egyben soha, senki sem látott még – élesen elválasztja attól a hatalmas, de szükségszerűen heterogén műtárgyanyagtól, amelynek megszerzése műkereskedői tevékenységének következménye. Az utóbbiban a megengedő szabadság érvényesül, az előbbiben szigorú elvek és kiérlelt értékítélet ölt testet. Mindez a színek erejét felfokozó, fauve attitűd hangsúlyozásában éppen úgy megnyilvánul, mint abban a döntésben, hogy a klasszikus „nagyok” mellé kiket és milyen művekkel emelt be az elfeledett és felfedezésre váró, vagy egyenesen lenézett életművek közül: Szabó Vladimir monumentális, verista kompozícióit, Scheiber korai olajképeit, Batthyány Gyula túlfűtött, art deco festményeit, vagy Bohacsek Ede a nemzetközi neoprimitivizmussal, és Duray a német neue sachlichkeittel rokon alkotásait. Egyike volt azoknak, akik gyűjtőként fontos szerepet játszottak a nagybányai művészet, majd a magyar Vadak kiállítási revelációt hozó felfedezésében, de a Nyolcak 2010-es tárlatainál is a legnagyobb magánkölcsönző volt.
Igazi gyűjteményében minden kép mögött tudatos, alaposan átgondolt döntés áll: Rippl-Rónaitól nem véletlenül egy kukoricás főmű, Ferenczytől egy nagybányai, figurális plein air, Aba-Nováktól pedig egy 20-as évekbeli, felsőbányai olajkép került be, mint ahogy Vaszary „minimalista” csendélete, Rudnay üres tája, Kádár sturmos kompozíciója vagy Gulácsy légies grafikái is élesen jelzik az egyes életműveken belüli hangsúlyokat.
A gyűjtés irracionális energiákat és szinte felmérhetetlen időt felemésztő sprintjét a 90-es évek közepén egy tudatos döntéssel lassította, majd zárta le, mikor válogatását két reprezentatív, mintaadó kötetben tárta a közönség elé. A magyar festészettörténet újraírásának ambíciója azóta sem csillapodott benne, csupán más eszközökkel kívánja segíteni. Könyveket ad ki, adatbázist épít, tudatosan fejleszti minél hangsúlyosabbra a magyar festészet internetes jelenlétét, valamint fokozottan támogatja a magyar festményekből rendezett külföldi kiállítások ügyét. Mindezt azért, hogy végre a nemzetközi figyelem a kvalitásai által megérdemelt erővel forduljon a magyar képzőművészet felé.

## Könyvkiadás
Kieselbach Tamás gyűjtői szenvedélye mindig szorosan összefüggött azzal a vággyal, hogy képek segítségével fogalmazza meg saját véleményét a magyar festészetről, a történelemről és az életről. Miután megszerkesztette és kiadta a műgyűjteményét bemutató két kötetet, idővel megérlelődött benne az elhatározás, hogy a lehető legbővebb forrásból merítve folytassa ugyanezt a kommunikációt. Közel öt éves intenzív munkával feltérképezte és befotóztatta a hazai köz- és magángyűjteményeket, majd megszerkesztette és kiadta a magyar festészet történetét tárgyaló, valaha volt legjelentősebb összefoglalást. A Modern magyar festészet 2003-ban és 2004-ben megjelent első két kötete mérföldkő a hazai művészettörténet-írás és műgyűjtés történetében: nem csupán a bemutatott anyag páratlan gazdagságával, de a válogatás újszerűségével és a csoportosítás kimeríthetetlen komplexitásával is új utakat jelölt ki. A több mint 2400 mű reprodukciója azóta csaknem minden magyar tárgyú festészeti kiállítás és kötet kiinduló bázisa, így kánonformáló hatása szinte szinte felbecsülhetetlen. E két kötettel, a képfolyamokban megtestesülő ízléssel és érzékenységgel Kieselbach Tamás egyike lett azoknak, akik az ezredfordulót követő években a legnagyobb hatást gyakorolták a hazai képzőművészeti értékrendre és diskurzusra. Ezt a folyamatot erősíti, hogy a galéria az elmúlt másfél évtizedben – az ország legnagyobb, több mint 50 ezer műalkotás reprodukcióját tartalmazó fotóarchívumával – szinte valamennyi, a 20. századi magyar festészettel foglalkozó kötet létrejöttéhez tevékenyen hozzájárult.
Az angolul majd németül is napvilágot látott összefoglaló kötetek után Kieselbach Tamás szisztematikus könyvkiadásba kezdett. 2017 végéig összesen 47 munkát jelentetett meg önállóan vagy társkiadóként: a fő profilt a művész- és korszakmonográfiák, valamint a műgyűjtéstörténeti összefoglalások adják, de olyan érdekességek is megtalálhatók a választékban, mint a magyar festészet és zene kapcsolatát tárgyaló kötet, valamint a művészek munkásságát érzelmi viszonyaik tükrében bemutató Festők, múzsák, szerelmek című könyv. Kieselbach Tamás kiemelt célja, hogy az általa kiadott kötetek között a festészeti témájú művek mellett olyan könyvek is napvilágra kerüljenek, amelyek a 20. századi magyar történelem sorsfordító eseményeire fókuszálnak. Régi szándéka, hogy múltunk négy kulcsmomentumát, Trianont, a vészkorszakot, 1956-ot és 1989-et egy-egy elementáris hatású, mély emóciókat kiváltó, egyéni drámával telített könyvvel „pecsételje meg”. Ebből hármat már sikerült megvalósítani: a holokauszt drámáját egy zsidó kisfiú tragikus sorsának tükrében feldolgozó, megrendítő tartalmú Tamás könyve, a reprintként megjelentetett 1956-os gyermeknapló, valamint a rendszerváltozás legfőbb eseményeit dokumentáló Az eufória évei Kieselbach Tamás azon törekvésének is bizonyítéka, hogy a magyar festészetet ne csupán önmagában, hanem a történelemmel szoros összefüggésben tárja a közönség elé. Sokszor hangoztatott meggyőződése, hogy képzőművészetünk helyes értelmezése és jelentőségének demonstrálása a történelmi háttér bemutatása nélkül lehetetlen. A sorsfordító traumák páratlan sűrűsége, az egyéni és csoportidentitások sokszoros megtörtsége markáns nyomot hagyott a legtöbb festő életművében, miközben az emlékanyag jelentős részének pusztulását és szétszóródását is magával hozta. Kieselbach Tamás szerint azonban mégis a történelmi drámák szokatlan sűrűsége adja képzőművészetünk igazi különlegességét: a nyugalom hiánya, az állandó készenlét, a lankadatlan éberség és a sűrűn megtört karrierek unikálisan izgalmas összhatáshoz vezettek.

## Kiállítások
Az aukciós tárlatok mellett a galéria rendszeresen ad helyet jelentős szakmai- és közönségsikert arató időszaki kiállításoknak, amelyek sorában 1995-től 2017 végéig összesen 55-ig jutottak el. A paletta itt is rendkívül széles, a századforduló klasszikus modernjeitől a kortársakig terjed, de Kieselbach Tamás személyes értékrendje meghatározza a témaválasztás alapszempontjait. A 2016 telén rendezett Festők, múzsák, szerelmek című tárlatot alig három hét alatt több mint 18 ezren látták, ami a hazai magángalériák történetében mindeddig példátlan sikert jelent.

## Cél, misszió, stratégia
Kieselbach Tamás korán felismerte, hogy a magyar festészet hazai és nemzetközi sikerének elsődleges akadálya ismeretlenségéből fakad: alapvető élmény volt azzal szembesülnie, hogy még a művészettörténészek is csupán a fellelhető műtárgyanyag töredékét ismerik, ítéletüket csupán ez alapján fogalmazzák meg. Nem elégedett meg a könyvekben, az állandó és időszakos kiállításokon bemutatott, valamint a magángyűjteményekben őrzött művek megismerésével, hanem a 80-as és 90-es évek folyamán szisztematikusan bejárta a budapesti és vidéki múzeumok raktárait, hogy minél átfogóbb és hitelesebb képet kaphasson. Ez a mentalitás, a lehető legtöbb műtárgy megismerésének és közkinccsé tételének vágya azóta is meghatározza munkásságát. Ennek egyenes következménye a könyvek kiadása, a kiállítások rendezése és a galéria műtárgy-adatbázisának folyamatos fejlesztése. Legfrissebb vállalkozása, a több ezernyi festményt, grafikát, plakátot és fotót kínáló webáruház hasonló célokat szolgál: arra kínál lehetőséget, hogy a magyar képzőművészet minél szélesebb körben napi élményforrássá váljon. Kieselbach e folyamatosan bővülő, rendkívül gazdag műtárgyanyag bemutatását és elérhetővé tételét a könyvkiadással és a kiállítások rendezésével együtt az identitásépítés részeként értelmezi: a múlt megismerését, integrálását, feldolgozását és átélését szolgálja. Szemében egy festmény vagy rajz nem „csupán” esztétikai értékeket hordozó műtárgy, hanem a múlt tárgyiasult hordozója: aki megvásárolja és birtokolja, emberi történeteket, sorsokat, az ország múltjának egy darabját építi be a saját életébe.
A megismertetés utáni következő lépés a hazai és nemzetközi presztízs növelése, a magyar festészet radikális újrapozicionálása. Kieselbach sokszor hangoztatott vállalása internetes honlapjának jelmondataként is megjelenik: „Világhírűvé tesszük a magyar festészetet!” E cél elérése érdekében tudatosan felépített stratégia mentén halad, s ennek egyaránt része a kiállítások rendezése, az angolul és németül is kiadott könyvek terjesztése és az intenzív webes jelenlét. Bár tudja, hogy ez a cél csak lépésről-lépésre, hosszabb időtávlatban érhető el, de abba is biztos, hogy valósággá fog válni.

## Társadalmi szerepvállalás – Jótékonyság
A Kieselbach Galéria kezdetektől a Bátor Tábor Alapítvány jótékonysági kortárs árveréseinek szervezője és lebonyolítója. A Bátor Tábor Alapítvány első Kortárs Képzőművészeti Aukcióját 2005-ben hagyományteremtő céllal rendezte meg, egy igazi sikertörténetet indítva útjára. 2011-re a Bátor Tábor Kortárs Képzőművészeti Aukció Magyarország legrangosabb kortárs művészeti aukciójává nőtte ki magát. Az árverést a magyar művészvilág élvonala támogatja művei felajánlásával. A rendezvények bevételét súlyosan beteg gyermekek élményterápiás táborozására fordítják.

## Díjak
- A Szép Magyar Könyv 1999 pályázaton a Hungarian Modernism 1900-1950 elnyerte a művészeti könyvek és albumok díját (2000)
- MÚOSZ műgyűjtő szakosztályának díja (2002)
- MÚOSZ műgyűjtő szakosztályának díja (2004)
- A Szép Magyar Könyv 2003 pályázaton a Modern magyar festészet 1892-1919 elnyerte a művészeti könyvek és albumok díját (2004)
- A Szép Magyar Könyv 2003 pályázaton a Modern magyar festészet 1892-1919 elnyerte a Miniszterelnök különdíját (2004)
- A Magyar Érdemrend középkeresztje (2017)
- Pro Cultura Urbis-díj (2022)[1]